# Subibulbistridulous
Subibulbistridulous is een geslacht van rechtvleugeligen uit de familie sabelsprinkhanen (Tettigoniidae). De wetenschappelijke naam van dit geslacht is voor het eerst geldig gepubliceerd in 2002 door Shi.

## Soorten
Het geslacht Subibulbistridulous  is monotypisch en omvat slechts de volgende soort:
- Subibulbistridulous gracilis (Shi, 2002)